# Baron Russell of Thornhaugh

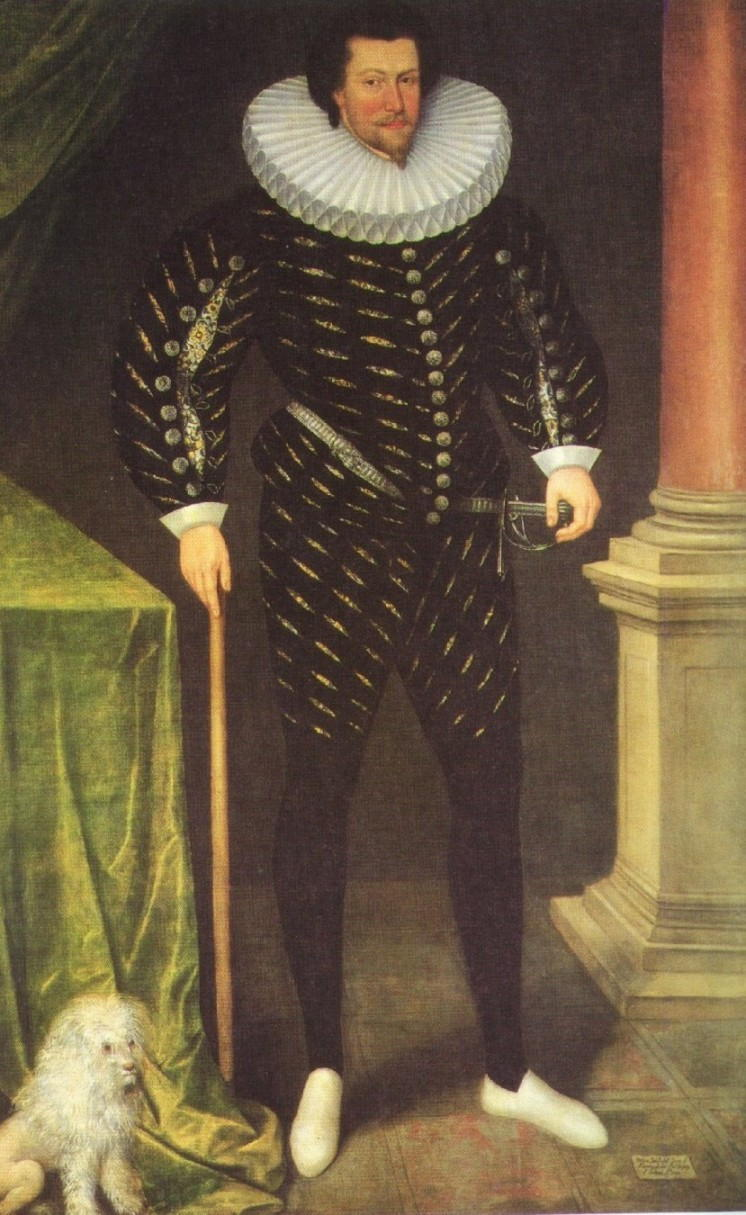
William Russell, 1. Baron Russell of Thornhaugh

Baron Russell of Thornhaugh ist ein erblicher britischer Adelstitel in der Peerage of England. 

## Verleihung
Der Titel wurde am 21. Juli 1603 für den englischen Militär Sir William Russell geschaffen. Dieser war ein jüngerer Sohn des Francis Russell, 2. Earl of Bedford.
Sein Sohn, der 2. Baron, erbte 1627 von einem Onkel auch den Titel 4. Earl of Bedford. Dessen Sohn, der 5. Earl und 3. Baron, wurde 1694 zudem zum Duke of Bedford erhoben. Die Baronie ist seither ein nachgeordneter Titel des jeweiligen Dukes.

## Liste der Barone Russell of Thornhaugh (1603)
- William Russell, 1. Baron Russell of Thornhaugh (um 1558–1613)
- Francis Russell, 4. Earl of Bedford, 2. Baron Russell of Thornhaugh (1593–1641)
- William Russell, 1. Duke of Bedford, 3. Baron Russell of Thornhaugh (1616–1700)
- Wriothesley Russell, 2. Duke of Bedford, 4. Baron Russell of Thornhaugh (1680–1711)
- Wriothesley Russell, 3. Duke of Bedford, 5. Baron Russell of Thornhaugh (1708–1732)
- John Russell, 4. Duke of Bedford, 6. Baron Russell of Thornhaugh (1710–1771)
- Francis Russell, 5. Duke of Bedford, 7. Baron Russell of Thornhaugh (1765–1802)
- John Russell, 6. Duke of Bedford, 8. Baron Russell of Thornhaugh (1766–1839)
- Francis Russell, 7. Duke of Bedford, 9. Baron Russell of Thornhaugh (1788–1861)
- William Russell, 8. Duke of Bedford, 10. Baron Russell of Thornhaugh (1809–1872)
- Francis Russell, 9. Duke of Bedford, 11. Baron Russell of Thornhaugh (1819–1891)
- George Russell, 10. Duke of Bedford, 12. Baron Russell of Thornhaugh (1852–1893)
- Herbrand Russell, 11. Duke of Bedford, 13. Baron Russell of Thornhaugh (1858–1940)
- Hastings Russell, 12. Duke of Bedford, 14. Baron Russell of Thornhaugh (1888–1953)
- John Russell, 13. Duke of Bedford, 15. Baron Russell of Thornhaugh (1917–2002)
- Robin Russell, 14. Duke of Bedford, 16. Baron Russell of Thornhaugh (1940–2003)
- Andrew Russell, 15. Duke of Bedford, 17. Baron Russell of Thornhaugh (* 1962)

Titelerbe (Heir Apparent) ist der Sohn des aktuellen Titelinhabers Henry Russell, Marquess of Tavistock (* 2005).